# Vereinigung christlicher farbentragender Studentinnen in Österreich
Die Vereinigung christlicher farbentragender Studentinnen in Österreich (VCS) ist ein Korporationsverband christlicher farbentragender Studentinnenkorporationen in Österreich. Die VCS wurde am 24. Oktober 1992 gegründet.

## Geschichte
1983 gründete die KHV Babenberg Wien im ÖCV einen Verein der Freunde der Babenberg. Dieser Wiener Verein wurde 1991 in die eigenständige Damenverbindung Salia Babenberg Wien umgewandelt. 1988 wurde in Salzburg nach einem Projekt der KÖHV Rheno-Juvavia Salzburg im ÖCV die eigenständige Damenverbindung Juvavia Salzburg gegründet. 1991 kam es zur Gründung der Damenverbindung Elisabethina Wien, die den Landsmannschaften nahesteht.
Um Kontakt zu gleichgesinnten Damenverbindungen herzustellen, riefen die Salia-Babenberg Wien, die Elisabethina Wien und die Juvavia Salzburg die Salzburger Studentinnentage ins Leben, wo auch die Anliegen der weiblichen Farbstudenten in der Öffentlichkeit besser und breiter gestreut werden.
Am 29. Mai 1992 beschlossen diese drei Verbindungen und die Seraphina Graz in Wien die Gründung eines eigenen Verbandes. Am 24. Oktober 1992 fand schließlich in Salzburg die konstituierende Vollversammlung der VCS statt.
Ein Jahr später wurde 1993 ein Verhältnisvertrag mit dem ÖCV und der KÖL abgeschlossen. 1994 erfolgte schließlich die Aufnahme als stimmberechtigtes Vollmitglied in den EKV. 1995 erfolgte auch das Freundschaftsabkommen mit dem Verband farbentragender Mädchen (VfM), sowie mit dem ÖKV und dem MKV im Jahre 1996. Seit 1996 ist die VCS auch Mitglied der Arbeitsgemeinschaft katholischer Verbände Österreichs (AKV).
1994 wurde die VCS um die Lentia Danubia Astaris Linz (sistiert) und um die Koinonia Wien erweitert. 1999 trat die Academia Graz bei und 2004 die Arcadia Wien.
Am Zentralfest in Appenzell 2007 wurde ein Verhältnisvertrag mit dem Schweizerischen Studentenverein abgeschlossen.
Die VCS bekennt sich zur christlichen Soziallehre, einem demokratischen Österreich und einem vereinten Europa.

## Prinzipien
Die vier Prinzipien der VCS lauten „patria“, „religio“, „scientia“ und „amicitia“.
- Patria: Jeder demokratische Staat lebt durch die Verantwortung eines jeden Bürgers für den Staat. Die aktive Mitgestaltung auf allen Ebenen des Gemeinwesens ist eine Bürgerpflicht. Die Verwurzelung in der Geschichte und die demokratische Entwicklung Österreichs sind wesentliche Grundlage für die Weiterentwicklung dieses Gemeinwesens zu einem vereinten Europa als gemeinsames Vaterland.

- Religio: Die Förderung des christlichen Seins, die Förderung der Toleranz der christlichen Konfessionen untereinander und die aktive Gestaltung des eigenen Lebens aus dem christlichen Glauben in Verantwortung vor Gott, den Menschen und der Schöpfung.

- Scientia: Für den VCS ist die Bildung seiner Mitglieder eine wichtige Aufgabe. Daher ist der Abschluss eines Hochschulstudiums bzw. einer Fachhochschule Voraussetzung für den Verbleib eines Mitglieds in einer Verbindung der VCS.

- Amicitia: Als prägendes Element des Verbandes ist die persönliche Freundschaft quer durch alle Generationen als Lebensbundprinzip eine Selbstverständlichkeit, die über das Studium hinausgeht. Der Umgang miteinander ist von der Verantwortung für diese lebenslange geistige und materielle Verpflichtung geprägt.

Der VCS gilt als weibliches Äquivalent zum ÖCV.

## Mitgliedsverbindungen
- KSHV Juvavia Salzburg
- CStV Salia Babenberg Wien
- COeaStV Elisabethina Wien
- KÖStV Koinonia Wien
- CaStV Lentia Danubia Astaris Linz[2] (2001 sistiert)
- CÖStV Academia Graz
- CÖStV Arcadia Wien
- CÖStV Liupina Leoben
- KEStV Minerva Graz
- AV Stella Vindelicia Innsbruck
- CÖStV Virunia zu Clagenfurth

## Bekannte Mitglieder (Auswahl)
- Gertrude Brinek – KÖStV Koinonia Wien (Ehrenmitglied), Volksanwältin (ÖVP).
- Eva Demmerle – COeaStV Elisabethina Wien, Autorin und ehemalige Pressesprecherin von Otto von Habsburg
- Beatrix Karl – CÖStV Academia Graz (Urmitglied), 2010–2011 Bundesministerin für Wissenschaft und Forschung, 2011–2013 Justizministerin (ÖVP).
- Martina Kaufmann – KEStV Minerva Graz (Urmitglied), seit 2017 Abgeordnete zum Nationalrat (ÖVP).
- Waltraud Klasnic – CÖStV Academia Graz (Ehrenmitglied), 1996–2005 Landeshauptmann der Steiermark (ÖVP).
- Veronika Mickel – CÖStV Arcadia Wien (Urmitglied), Bezirksvorsteherin
- Christine Marek – KÖStV Koinonia Wien (Urmitglied), Staatssekretärin im Bundesministerium für Wirtschaft und Arbeit (ÖVP).
- Ursula Stenzel – KÖStV Koinonia Wien (Ehrenmitglied), Bezirksvorsteherin, 2015–2020 Wiener Stadträtin.
- Agnes Schierhuber – CÖStV Arcadia Wien (Ehrenmitglied), 1995–2009 Mitglied des Europäischen Parlaments (ÖVP).
- Walburga Habsburg Douglas – COeaStV Elisabethina Wien,  2006–2014 Abgeordnete zum schwedischen Reichstag (M)